# Michael Blundell
Pour les articles homonymes, voir Blundell.
 (octobre 2010).
Si vous disposez d'ouvrages ou d'articles de référence ou si vous connaissez des sites web de qualité traitant du thème abordé ici, merci de compléter l'article en donnant les références utiles à sa vérifiabilité et en les liant à la section « Notes et références ».
Michael Blundell (7 avril 1907, Kensington, Grand Londres – 1er février 1993), est un fermier et un homme politique britannique installé au Kenya.

## Biographie
Après des études au Wellington College (en) (Berkshire) de 1921 à 1925, il décide de répondre à une offre d'un ancien de l'école et émigre pour le Kenya en 1925. Il y devient assistant du manager d'une ferme. Après la Seconde Guerre mondiale, il est élu au Conseil législatif de 1948, pour devenir bientôt le chef du parti politique des colons britanniques. De 1954, comme chef de cabinet, il prit cause contre le mouvement Mau Mau. À l’aide d’une approche indépendantiste, il travaille à la fondation d’un parti politique interracial. En 1961, il est élu au parlement sous la bannière du Kenya African Democratic Union (en) (KADU) en tant que ministre de l’Agriculture. Quand le parti de Jomo Kenyatta prit le pouvoir l’année suivante, Blundell se retira de la vie politique.   